# Henrik Eriksson (musiker)
Henrik Eriksson, född 1974 i Uppsala, är en svensk musiker (nyckelharpist). Han är utbildad vid Kungliga Musikhögskolan i Stockholm och blev riksspelman 1996. Han är medlem av gruppen Nyckelharporkestern.

## Diskografi

### Nyckelharporkestern
- 2000 – Byss-Calle
- 2003 – N.H.O.

## Utmärkelser
- 2004 – Världsmästare i Modern nyckelharpa.[4]